# ساتورو هاياشي
ساتورو هاياشي (باليابانية: 林 慧) (13 يونيو 1988 في كاناغاوا في اليابان – )؛ هو لاعب كرة قدم ياباني سابق كان يلعب كلاعب وسط.

## وصلات خارجية
- ساتورو هاياشي على موقع رابطة كرة القدم اليابانية للمحترفين (اليابانية)
- ساتورو هاياشي على موقع قاعدة بيانات كرة القدم.إي يو (الإنجليزية)
- ساتورو هاياشي على موقع Soccerway.com (الإنجليزية)
- ساتورو هاياشي على موقع عالم كرة القدم.نت (الإنجليزية)